# نیوبری پارک (کالیفرنیا)
نیوبری پارک (به انگلیسی: Newbury Park) یک منطقهٔ مسکونی در ایالات متحده آمریکا است که در شهرستان ونتورا، کالیفرنیا واقع شده‌است. نیوبری پارک ۳۷٬۷۷۵ نفر جمعیت دارد.